# Trofeo Binda 2023
Trofeo Binda 2023 – mit vollem Namen 24° Trofeo Binda Comune di Cittiglio – war ein Straßenrennen für Frauen. Es fand am 19. März 2023 statt und war Teil der UCI Women’s WorldTour 2023.

## Teilnehmende Mannschaften
| UCI Women's WorldTeams (12)- Canyon-SRAM Racing - Team DSM - Fenix-Deceuninck - FDJ-Suez - Israel-Premier Tech Roland - Team Jumbo-Visma - Liv Racing TeqFind - Movistar Team - Trek-Segafredo - Team Jayco AlUla - SD Worx - UAE Team ADQ UCI Women's Continental Teams (12)- AG Insurance-Soudal Quick-Step Team - Aromitalia-Basso Bikes-Vaiano - BePink/Saison - Born to win-Zhiraf-G20 - Ceratizit-WNT Pro Cycling - GB Junior Team Piemonte Pedale Castanese A.S.D. - Isolmant-Premac-Vittoria - Laboral Kutxa-Fundacion Euskadi - Team Mendelspeck - Massi Tactic - Top Girls Fassa Bortolo - Zaaf Cycling Team |
| |

## Streckenführung
Der Start erfolgte in Maccagno am Ufer des Lago Maggiore. Nach einer Anfahrt durchs Val Travaglia wurde bei Brinzio der höchste Punkt des Parcours erreicht. Der finale Rundkurs um Cittiglio wurde viermal befahren und enthielt die Steigungen von Casale und Orino.

## Rennverlauf
Nach mehreren kurzlebigen Ausreißversuchen bildete sich 40 km vor dem Ziel eine Spitzengruppe aus Eleonora Ciabocco, Karlijn Swinkels und Loes Adegeest. Als das Feld diese drei auf der vorletzten Passage von Orino einholte, attackierte Shirin van Anrooij. Sie konnte sich lange Zeit nur etwa 10 Sekunden vor dem Feld halten. Als dieses zehn Kilometer vor dem Ziel nur noch aus 16 Fahrerinnen bestand, in denen Van Anrooijs Mannschaft Trek-Segafredo stark vertreten war, erlahmte die Verfolgung. Van Anrooij gewann, nach mehreren Erfolgen im Cyclocross, ihren ersten professionellen Sieg auf der Straße. Ihre Teamkollegin Elisa Balsamo gewann den Sprint der zweiten Gruppe.
| \| Gesamtwertung \| Gesamtwertung \| Gesamtwertung \| Gesamtwertung \| Gesamtwertung \| \| Fahrerin \| Fahrerin \| Land \| Team \| Zeit \| \| ------------- \| ------------------ \| ---------------------- \| ------------------------------ \| --------------- \| \| 1. \| Shirin van Anrooij \| Niederlande \| Trek-Segafredo \| 3 h 39 min 32 s \| \| 2. \| Elisa Balsamo \| Italien \| Trek-Segafredo \| + 23 s \| \| 3. \| Vittoria Guazzini \| Italien \| FDJ-Suez \| + 23 s \| \| 4. \| Arlenis Sierra \| Kuba \| Movistar Team \| + 23 s \| \| 5. \| Soraya Paladin \| Italien \| Canyon-SRAM Racing \| + 23 s \| \| 6. \| Silvia Persico \| Italien \| UAE Team ADQ \| + 23 s \| \| 7. \| Elise Uijen \| Niederlande \| Team DSM \| + 23 s \| \| 8. \| Justine Ghekiere \| Belgien \| AG Insurance-Soudal Quick-Step \| + 23 s \| \| 9. \| Claire Steels \| Vereinigtes Königreich \| Israel-Premier Tech Roland \| + 23 s \| \| 10. \| Mavi García \| Spanien \| Liv Racing TeqFind \| + 23 s \| |                    |                        |                                |                 |
| |                    |                        |                                |                 |
| Quelle: Cycling Quotient |                    |                        |                                |                 |
| Gesamtwertung |                    |                        |                                |                 |
| Fahrerin | Fahrerin           | Land                   | Team                           | Zeit            |
| 1. | Shirin van Anrooij | Niederlande            | Trek-Segafredo                 | 3 h 39 min 32 s |
| 2. | Elisa Balsamo      | Italien                | Trek-Segafredo                 | + 23 s          |
| 3. | Vittoria Guazzini  | Italien                | FDJ-Suez                       | + 23 s          |
| 4. | Arlenis Sierra     | Kuba                   | Movistar Team                  | + 23 s          |
| 5. | Soraya Paladin     | Italien                | Canyon-SRAM Racing             | + 23 s          |
| 6. | Silvia Persico     | Italien                | UAE Team ADQ                   | + 23 s          |
| 7. | Elise Uijen        | Niederlande            | Team DSM                       | + 23 s          |
| 8. | Justine Ghekiere   | Belgien                | AG Insurance-Soudal Quick-Step | + 23 s          |
| 9. | Claire Steels      | Vereinigtes Königreich | Israel-Premier Tech Roland     | + 23 s          |
| 10. | Mavi García        | Spanien                | Liv Racing TeqFind             | + 23 s          |